# Bernardo di Cariñena
Bernardo de Cariñena-Ipenza y Saulini (Casbas de Huesca, 1655 – Cagliari, 25 dicembre 1722) è stato un arcivescovo cattolico spagnolo, ultimo arcivescovo spagnolo di Cagliari.

## Biografia
Nel 1670 entrò nell'Ordine di Santa Maria della Mercede di cui, dopo la laurea in sacra teologia a Saragozza, divenne procuratore generale nel 1692.
Da papa Innocenzo XIII fu nominato nel 1698 qualificatore e consultore della sacra congregazione dell'Indice, carica che fa presupporre una vasta cultura.
L'anno successivo fu nominato arcivescovo di Cagliari, ruolo con una spiccata valenza politica per essere anche "prima voce" dello stamento ecclesiastico nel parlamento del regno.

### Arcivescovo di Cagliari
Durante il suo episcopato, un gruppo di monache cappuccine guidato da suor Maddalena Amat e proveniente da Sassari fondò il loro convento in città, tuttora esistente.
Fu poi iniziata la costruzione la chiesa di Bonaria (oggi basilica), nel 1704.

### Morte
Morì a Cagliari il giorno di Natale del 1722. Gli succedette Raulo Costanzo Falletti.